# 戴密恩·山鐸

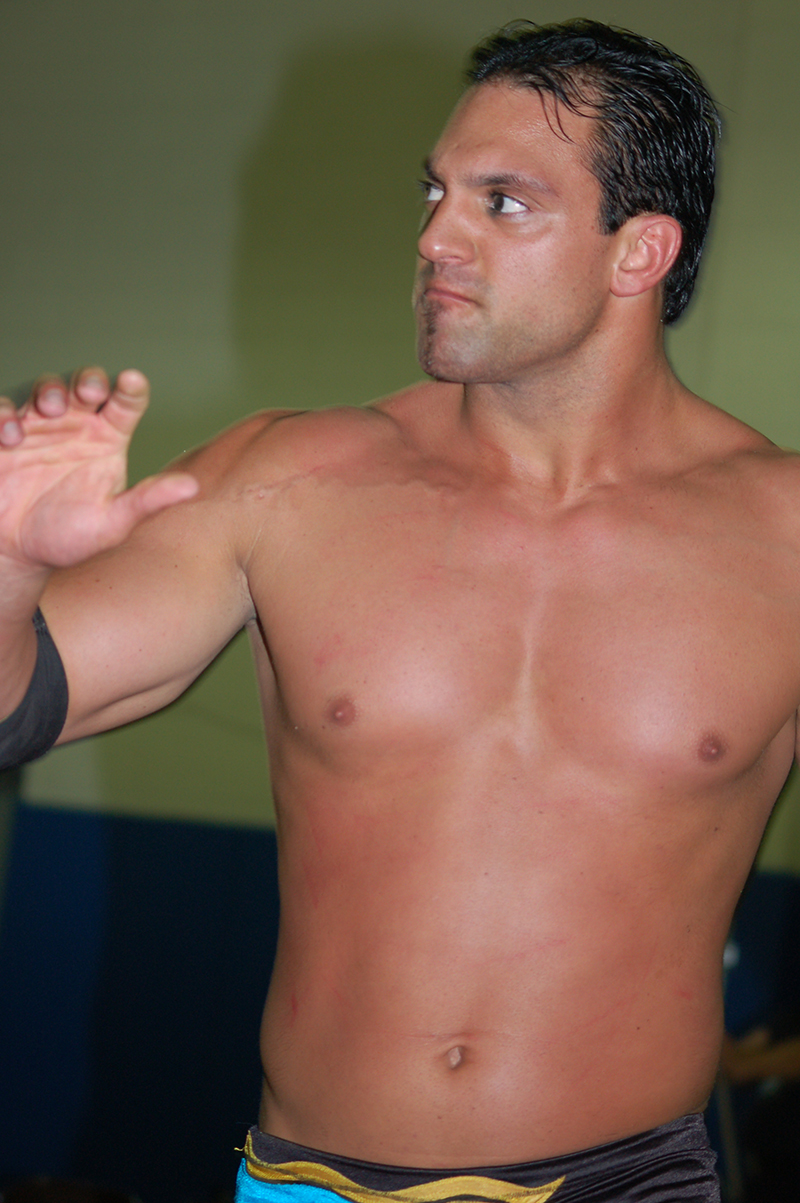
戴密恩·山鐸

戴密恩·山鐸（英語：Damien Sandow，1982年8月3日—），本名艾倫·史蒂芬·哈戴德（英語：Aaron Steven Haddad），是前世界摔角娛樂（WWE）旗下職業摔角選手，並在世界摔角娛樂節目WWE SmackDown和WWE NXT中亮相。現已於2016年被釋出。
在戴密恩·山鐸的摔角事業中，山鐸曾是一次公事包大戰冠軍（2013年）以及一次WWE雙打冠軍(與the Miz)。